# Lacul de Vest
Lacul de Vest (chin. 西湖, Xīhú) se află situat lângă orașul Hangzhou în Zhejiang fiind una dintre cele mai mari atracții turistice din China. În anul 2011, a fost inclus în Patrimoniul Mondial de către UNESCO.
Lacul este subîmpărțit prin diguri, acestea purtând numele unor poeți renumiți. Există o zicală chineză: 
- (上有天堂，下有苏杭。Pinyin: Shang you tiantang - xia you Su-Hang) în traducere ar fi:

Sus este cerul (raiul)
Iar pe pământ e lacul
Lacul de vest a fost copiat în 36 de orașe chineze și câteva japoneze, lacul fiind frecvent și ținta tinerilor căsătoriți.

## Legendă
Într-o legendă chineză se spune că a căzut o perlă pe care a scăpat-o un dragon într-o luptă cu o pasăre phönix, pe locul unde a căzut perla s-a format lacul. Acesta a fost un golf care  în prezent este separat de mare, iar la 3 km de lac se află râul Qiantang.

## Galerie de imagini

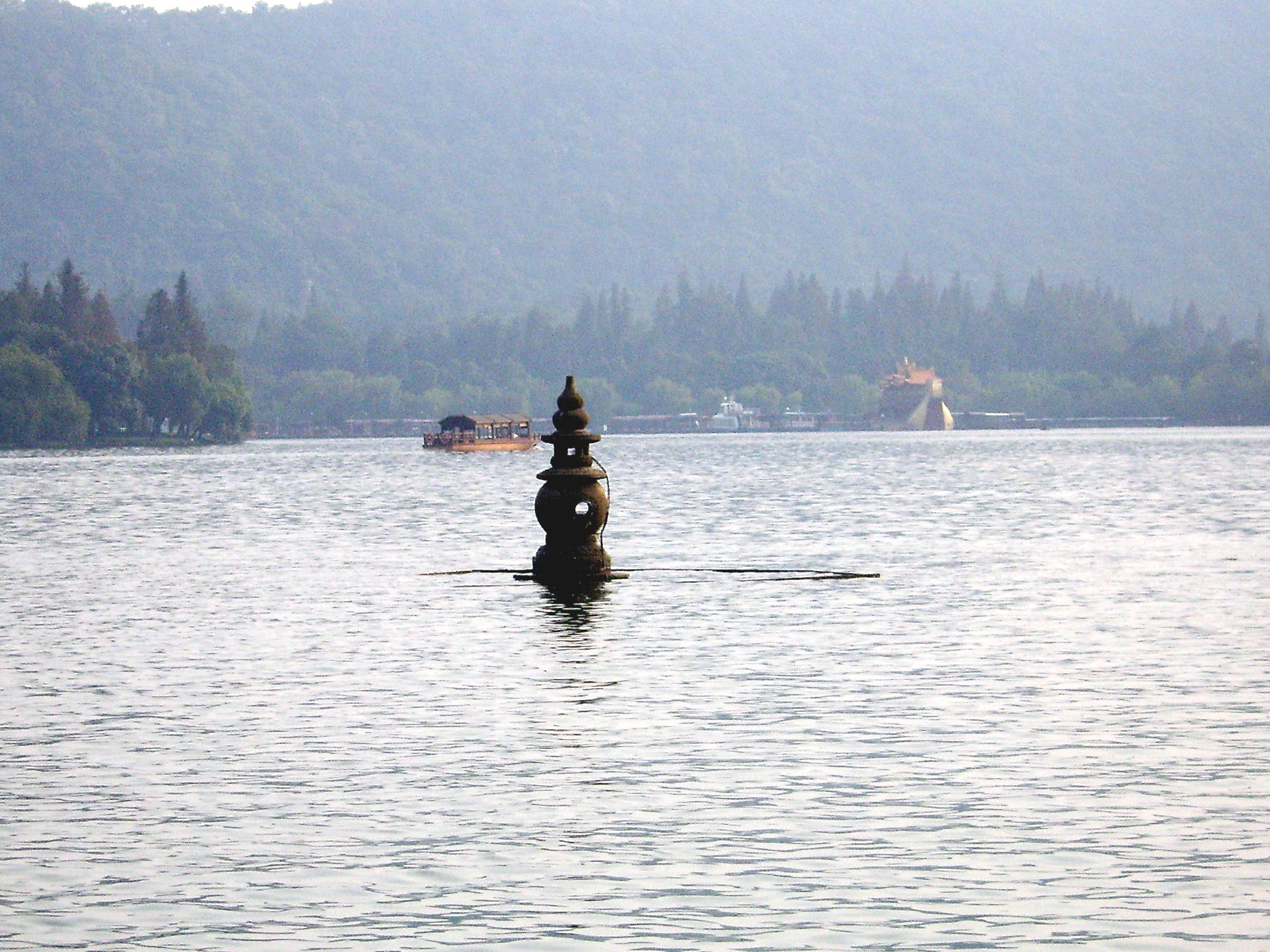
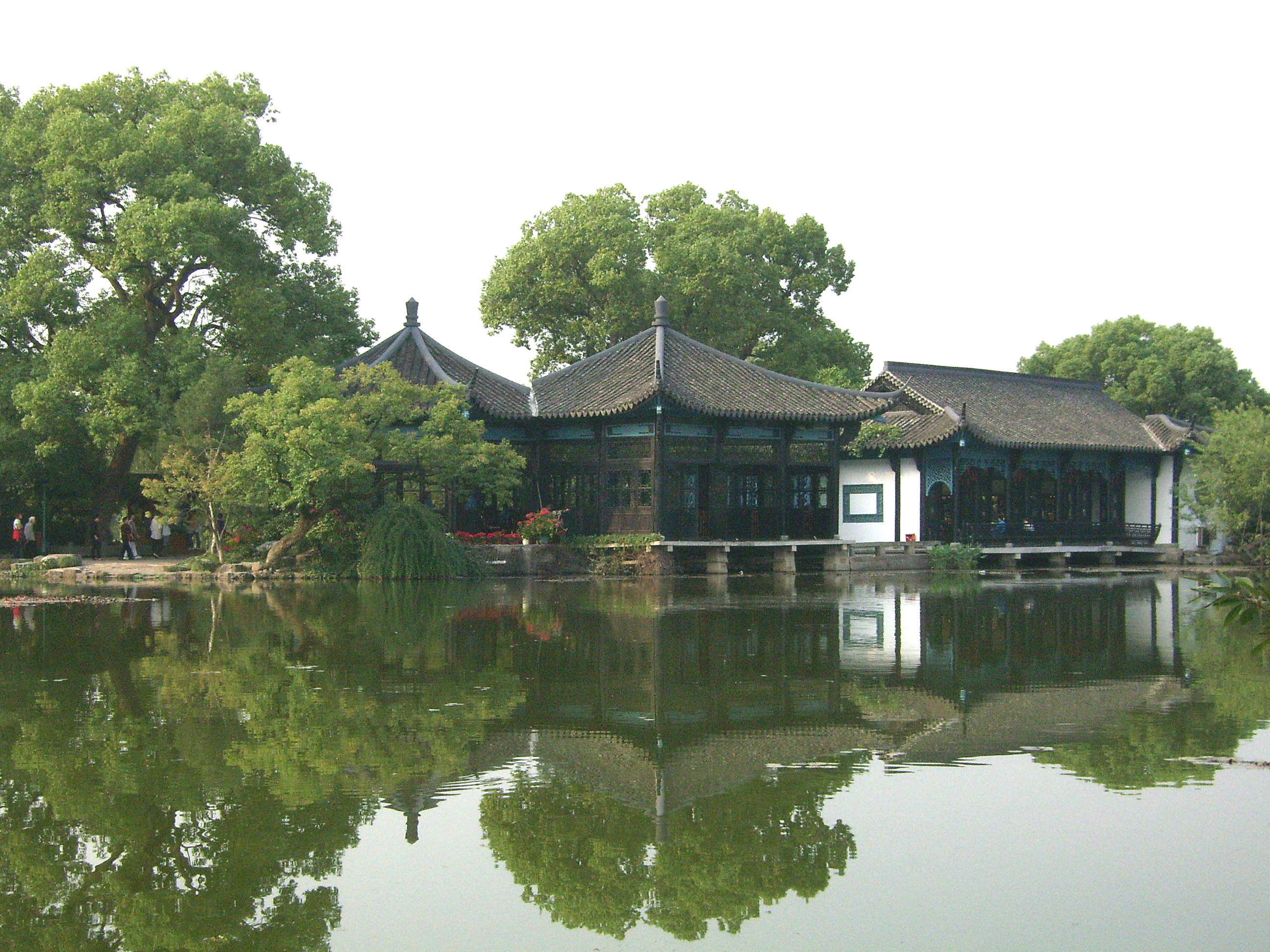
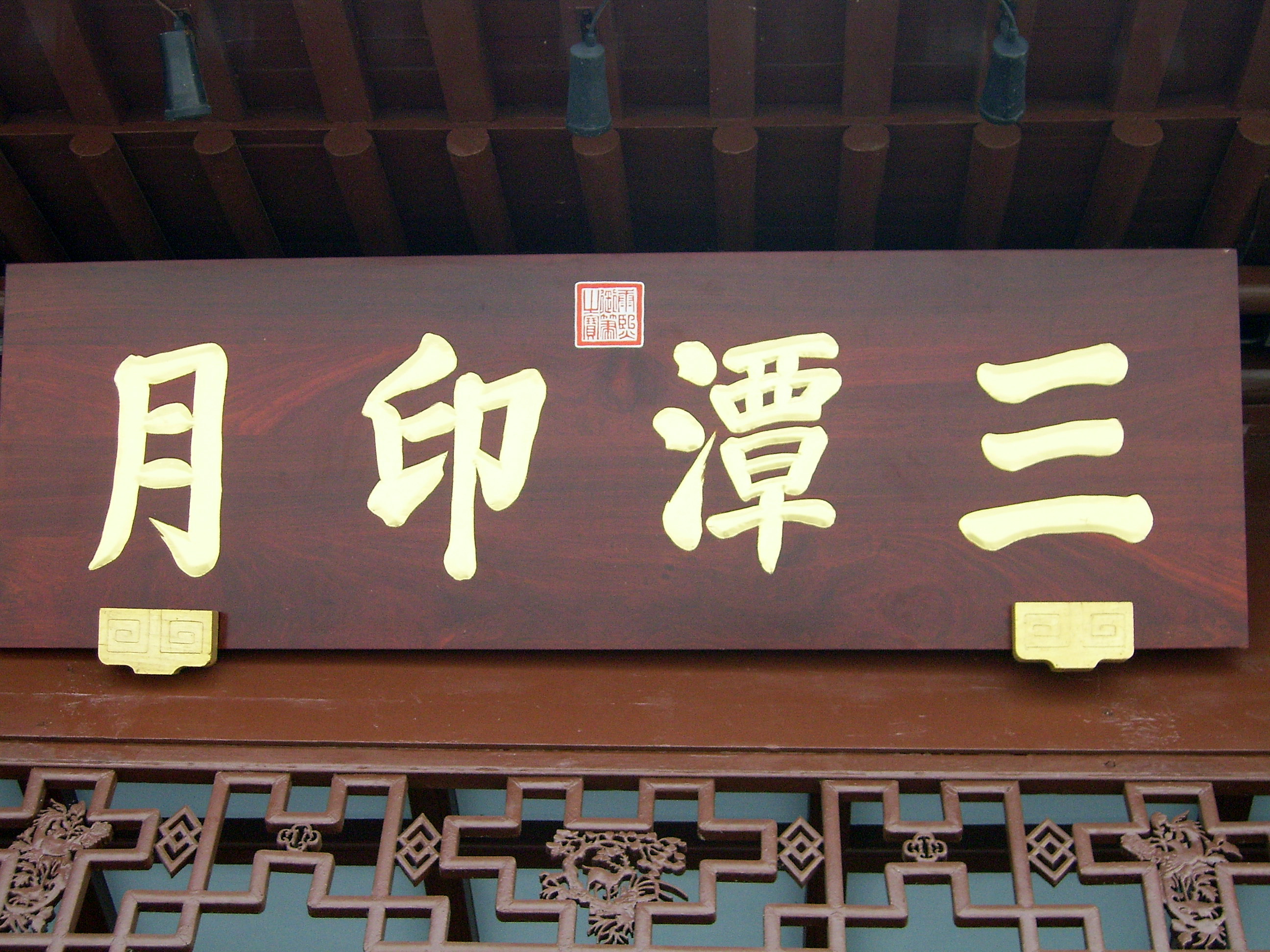
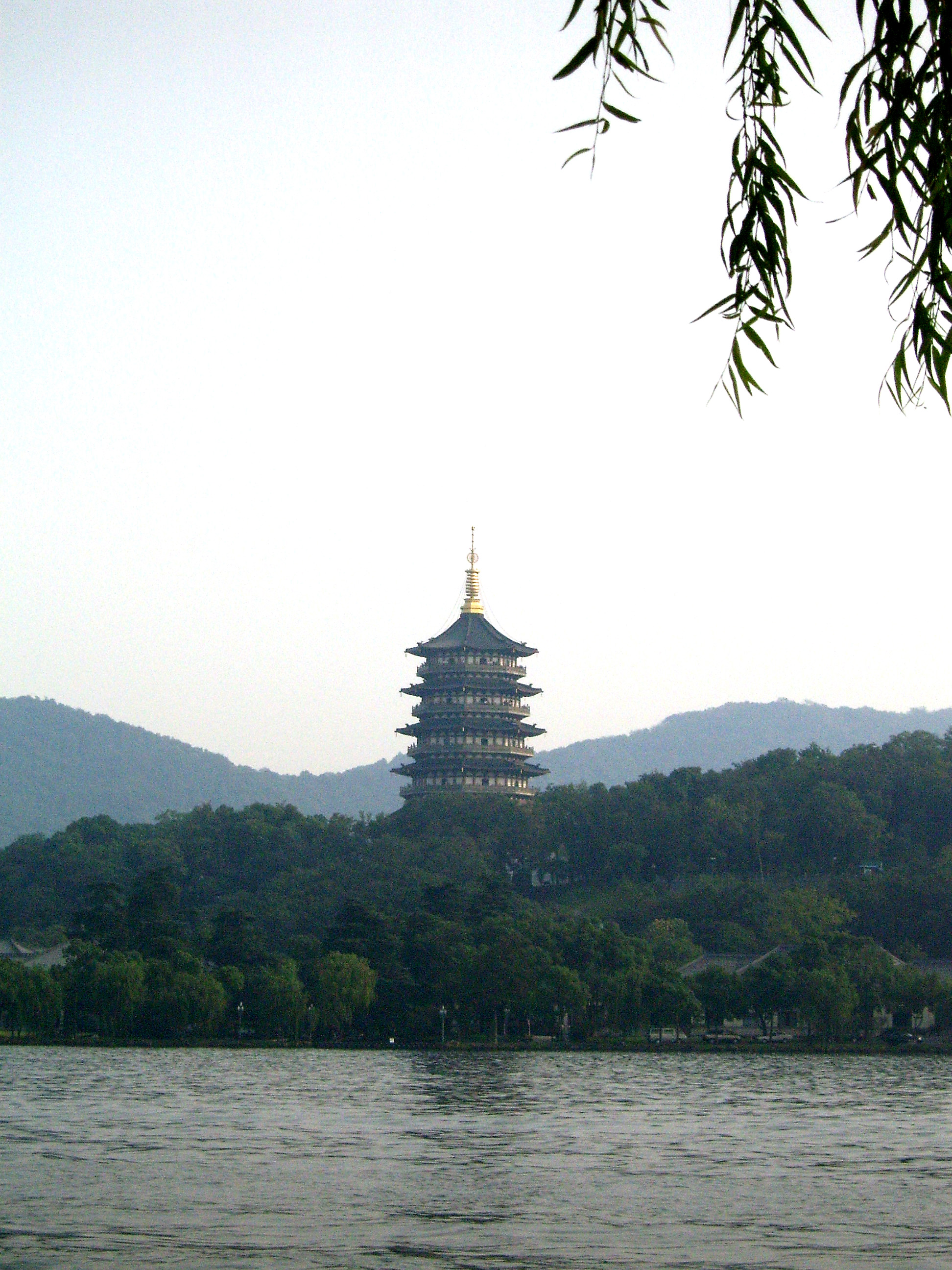
Pagoda-Leifeng
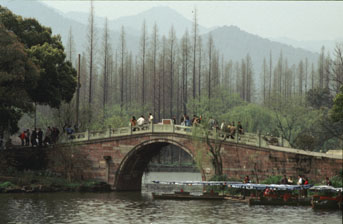
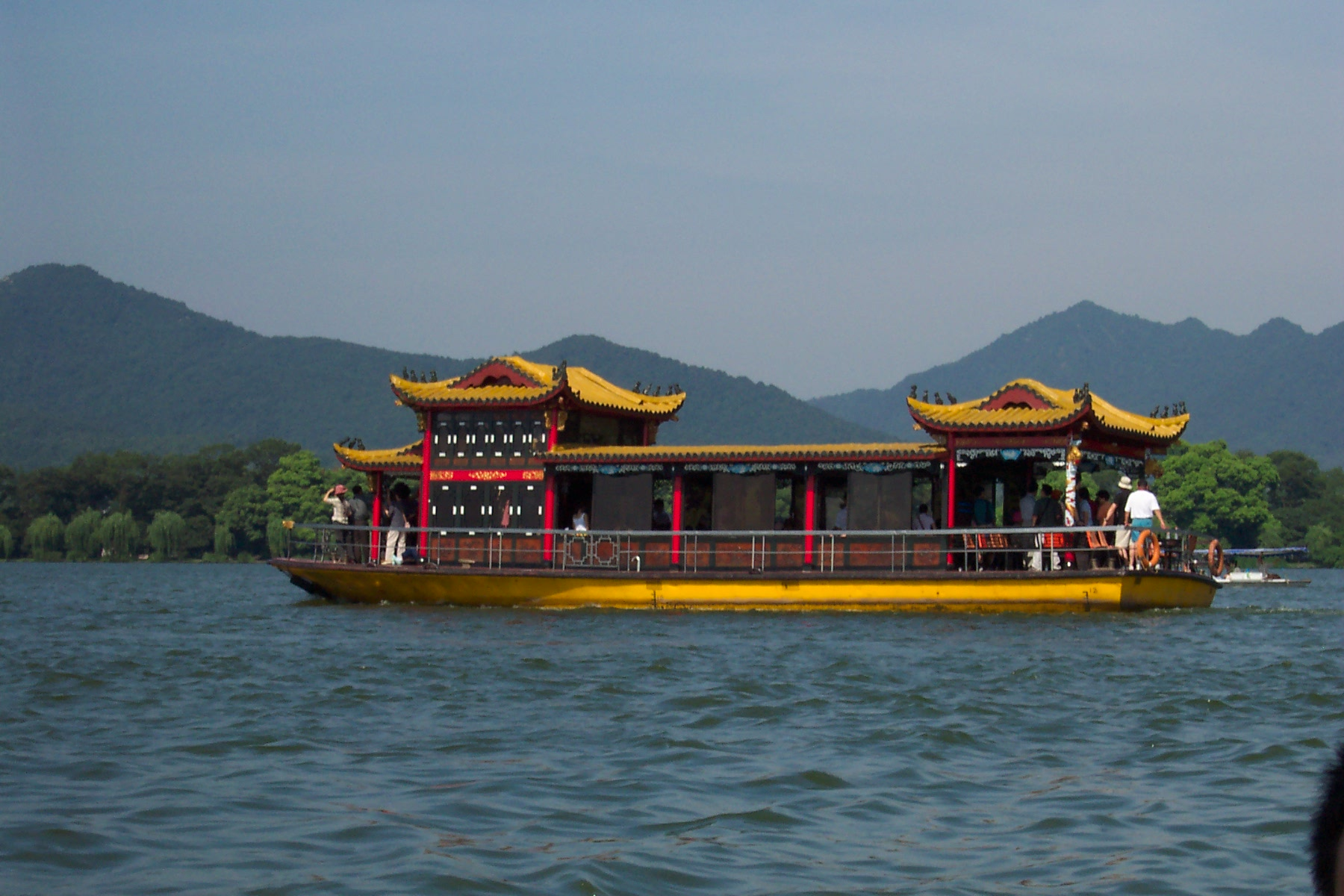
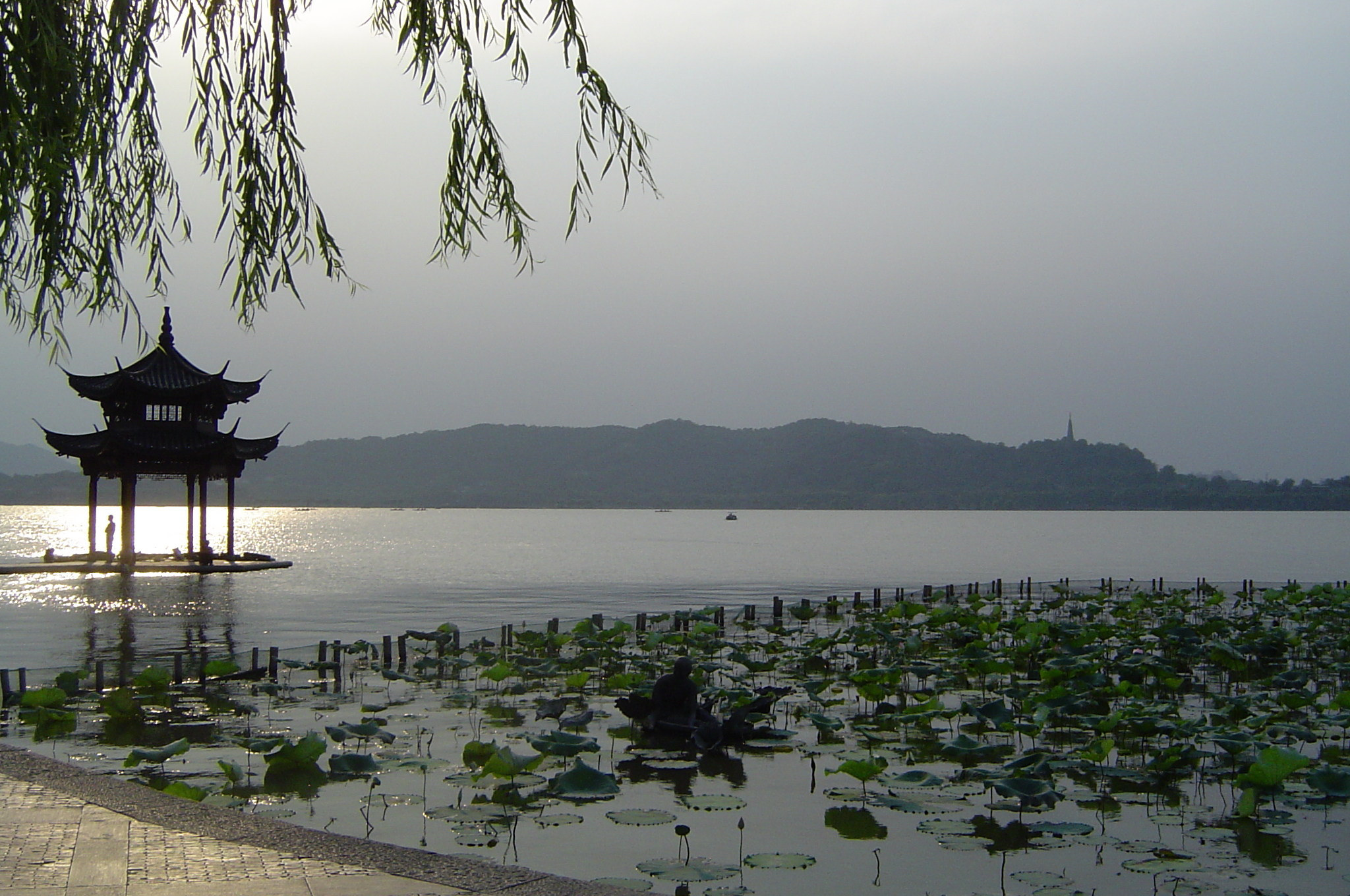